# Bon Albert Briois de Beaumetz
Pour les articles homonymes, voir Briois et Beaumetz (homonymie).
Bon Albert Briois de Beaumetz (ou Beaumez), né à Arras le 23 décembre 1755 et mort à Calcutta après mars 1801 est un homme politique. Magistrat sous l'Ancien Régime, il devient parlementaire pendant la Révolution.

## Biographie

### Un magistrat
Bon Albert Briois de Beaumetz est le fils de François Joseph Briois, seigneur de Beaumetz, premier président au Conseil supérieur d'Artois. et de Marie Josephe Albertine Palyart d'Aubigny. En 1775, il épouse à Arras, Marie-Louise de Crény, fille de Louis Robert de Creny, capitaine de dragons, chevalier de Saint Louis, chevalier d'honneur au Parlement de Flandres, et de Marie Louise Bonne Joseph du Beron de Capelle. Elle décède en 1791. Tous deux ont une fille :
- Bonne Louise Briois de Beaumetz (1775-1848), mariée en 1795 avec Charles Firmin Alexandre du Fresne de Beaucourt (1761-1846). Ces derniers sont notamment les grands-parents de Gaston du Fresne de Beaucourt.

En 1778, il devient membre de l'Académie d'Arras, où il siège au treizième fauteuil, au côté, notamment, de son père.
En 1785, Bon Albert Briois de Beaumetz succède à son père, décédé, comme seigneur de Beaumetz les Loges et comme président du Conseil provincial d'Artois. Il devient lui-même une éminente personnalité : chaque semaine, il organisait chez lui un Cercle juridique, sorte de salon réunissant les personnalités les plus importantes du barreau d'Arras pour y évoquer des questions juridiques, telles que la réforme de la coutume.

### Un législateur
Lors des élections aux États généraux, en avril 1789, Bon Albert Briois de Beaumetz est élu, à la quasi-unanimité, député de la noblesse de l'Artois. 
À l'Assemblée, il s'oppose tout d'abord à la réunion des trois ordres, avant de se rallier à une tendance plus libérale, et siège parmi la gauche libérale, avec, notamment, Stanislas de Clermont-Tonnerre.   
Ses interventions sont nombreuses : il rédige de nombreux rapports, sur des sujets importants, en particulier pour demander à l'abolition de la question, ou l'émission de 800 millions de livres en assignats. 
Sa perspective est de mettre en place et stabiliser une monarchie constitutionnelle. 
Son activité et son entregent lui valent d'être élu président de l'Assemblée constituante le 27 mai 1790, jusqu'au 8 juin 1790.
Il reste président du Conseil d'Artois jusqu'à la suppression de cette juridiction, en septembre 1790.
Il contribue à l'élaboration d'une nouvelle législation en matière pénale, en publiant en 1791 un Projet d'instruction sur la Procédure criminelle, et en 1792 un Code pénal des jurés et de la Haute-Cour nationale.
Il siège à  l'Assemblée constituante jusqu'à la fin de la session, en septembre 1791. Il devient alors, avec Charles-Maurice de Talleyrand-Périgord , membre du Directoire du département de la Seine.   
La radicalisation du régime le rend impuissant au sein de ce Directoire, où il essaye vainement de mettre un frein à la montée de la violence révolutionnaire et de la Terreur.  
Après la Journée du 10 août 1792, Bon Albert Briois de Beaumetz émigre. Il passe en Allemagne, puis en Angleterre, où il retrouve son ami Charles-Maurice de Talleyrand-Périgord au printemps de 1794.  
Tous deux se rendent aux États-Unis en février 1794. S'étant remarié avec la belle-sœur du général Knox, il prend la nationalité américaine. 
En mai 1796, accompagné par son épouse, il se rend en Inde et s'installe à Calcutta ou l'on perd sa trace après une dernière lettre envoyée par lui en mars 1801.

### Publications
- Projet d'instruction sur la procédure criminelle, présenté au nom des comités de constitution et de jurisprudence criminelle, 1791, Paris, Imprimerie nationale, 71 p.[5] ;
- Code pénal des jurés et de la Haute-cour nationale ou Recueil de toutes les loix criminelles du Royaume, suivies de l'Instruction sur les jurés, 1792, Paris, Barle-Dubosquet, 2 vol. in 16°, VI+216-187pp. [6].

### Sources
- « Bon Albert Briois de Beaumetz », dans Adolphe Robert et Gaston Cougny, Dictionnaire des parlementaires français, Edgar Bourloton, 1889-1891 [détail de l’édition] ;
- Jean Tulard, Jean-François Fayard et Alfred Fierro, Histoire et dictionnaire de la Révolution française. 1789–1799, Paris, éd. Robert Laffont, coll. « Bouquins », 1987, 1998 [détail des éditions] (ISBN 978-2-221-08850-0) ;
- Prévost & Roman d'Amat, Dictionnaire de Biographie Française, tome 7, 1956, Paris, Letouzey, col. 333 ;
- Ednay Hindie Lemay, Dictionnaire des Constituants, Paris, Universitas, tome 1, 1991, p. 150-153.